# 张家栋
张家栋（1977年7月—），中华人民共和国安徽省霍邱县人，国际关系学者，复旦大学南亚研究中心主任、“一带一路”研究中心主任、美国研究中心教授、台湾研究中心教授。
张家栋1993年毕业于安徽省霍邱师范学校，之后在中学、小学任教。1997年，张家栋通过汉语言文学专业自学考试，获得自考专科文凭。1999年，他进入云南大学国际关系研究中心就读，2001年毕业，获国际关系专业硕士学位。硕士毕业当年，他进入复旦大学国际关系与公共事务学院攻读国际关系专业博士，2004年毕业，留校工作，在复旦大学美国研究中心任职。他2005年在美国国务院任访问学者，2007年在美国能源部任访问学者。2013年2月至2015年2月期间，张家栋任职于中国驻印度大使馆政治调研处。
张家栋主要负责研究反恐怖主义、反核武器擴散、非传统安全问题、出口管制和中美关系等领域，也从事这些领域的教学。
他出版有《恐怖主义论》和《全球化时代的恐怖主义及其治理》两部专著。他常对中央电视台、凤凰卫视、环球时报等媒体发表时政评论。